# 纯露
纯露是将药用或芳香植物用水蒸气法蒸馏得到的水状产物，为水、水溶性物质和精油的混合物。常见的纯露有蔷薇水、橙花水等。